# Алостерія
Алостерія (рос. аллостерия, англ. allostery) — явище, коли конформація ензиму чи іншого протеїну змінюється при зв'язуванні малої молекули (ефектора) з центром, іншим, ніж той, який зв'язує субстрат, внаслідок чого збільшується або зменшується активність ензиму.
Дотичні поняття
- Алостеричний ефект (рос. аллостерический эффект, англ. allosteric effect) — зміна поведінки в одній частині молекули, викликана зміною в іншій її частині.
- Алостеричний ензим (англ. allosteric enzyme) — ензим, макромолекули якого містять поза активним центром ділянки, які здатні зв'язувати малі регуляторні молекули (ефектори), внаслідок чого збільшується (тоді ефектор називають активатором) або зменшується (тоді ефектор називають інгібітором) його активність.